# Vladimír Zeman
Vladimír Zeman (9. ledna 1942 Rychnov nad Kněžnou – 8. dubna 2013) byl český politik, po sametové revoluci československý poslanec Sněmovny lidu Federálního shromáždění za Občanskou demokratickou stranu, od 90. let senátor za ODS, později za Unii svobody.

## Biografie
Narodil se v Rychnově nad Kněžnou. V roce 1964 se oženil. S manželkou Ludmilou rozenou Váňovou měli dva syny. Vystudoval Vysokou školu dopravní (Fakulta provozu a ekonomiky dopravy). Před rokem 1989 pracoval u Československých státních drah na různých technických a správních pozicích. V letech 1965–1974 působil na traťové distanci ČSD v Kolíně. Do politiky vstoupil po sametové revoluci, kdy patřil mezi předáky Občanského fóra v Kolíně. Působil pak jako předseda Okresního národního výboru, později Okresního úřadu, v Kolíně.
Po rozkladu OF přešel do ODS. Ve volbách roku 1992 byl zvolen za ODS, respektive za koalici ODS-KDS, do Sněmovny lidu (volební obvod Středočeský kraj). Ve Federálním shromáždění setrval do zániku Československa v prosinci 1992.
V období let 1992–1996 byl náměstkem ministra vnitra. V pozici náměstka řídil civilněsprávní úsek a Hasičský záchranný sbor České republiky.
V senátních volbách roku 1996 byl zvolen členem horní komory českého parlamentu za senátní obvod č. 26 – Praha 2, coby kandidát ODS. Získal přes 53 % hlasů a mandát nabyl již v 1. kole. Během rozkolu v ODS na přelomu let 1997-1998 vstoupil do Unie svobody, za kterou (respektive za formaci Čtyřkoalice) ve volbách v roce 2000 obhajoval svůj mandát (v kampani používal slogan: „Jmenuji se Zeman, vypadám jako Klaus, ale mně můžete věřit.“). V 1. kole získal 31 % hlasů a skončil na druhém místě, v 2. kole ho porazila a senátorkou se stala Daniela Filipiová z ODS.
Od roku 2001 byl ředitelem odboru pro místní správu na ministerstvu vnitra. Od 1. září 2002 pracoval jako náměstek ministra vnitra Stanislava Grosse pro sociální oblast a archivnictví. Na ministerstvu se udržel i později. Za Ivana Langera byl od roku 2006 náměstkem ministra vnitra pro ekonomiku a provoz. V volbách v roce 2004 neúspěšně kandidoval do senátu za senátní obvod č. 40 – Kutná Hora jako nestraník za SNK-ED. Získal ale jen necelých 5 % hlasů a nepostoupil do 2. kola.
V září 2007 byl při autonehodě vážně poraněn na levé noze. Ta mu musela být ve Fakultní nemocnici na Královských Vinohradech v Praze amputována. Autem ho srazila starostka Zbýšova Květa Němcová, když stál na okraji silnice u svého auta. K roku 2001 se uvádí jako ženatý, z prvního manželství měl dva dospělé syny.
Zemřel náhle 8. dubna 2013.